# 西別岳
西別岳（にしべつだけ）は、北海道川上郡標茶町にある標高799,5 mの山。摩周火山を構成する火山の一つ。
山体は、阿寒摩周国立公園の第2種特別地域に指定されている。西別岳は摩周火山の先カルデラ火山である。
東麓の西別小屋に登山口があり、ウグイスが生息するカラマツ林のある「うぐいす谷」を抜けると、「がまん坂」と呼ばれる急傾斜の地点がある。リスケ山（標高787m）との分岐を経て「ごくらく平」から約0.5kmほどで頂上である。西北西に隣接する摩周岳からの登山道もある。山稜の登山道は樹木に覆われていないため眺望に優れる。

## 画像解説

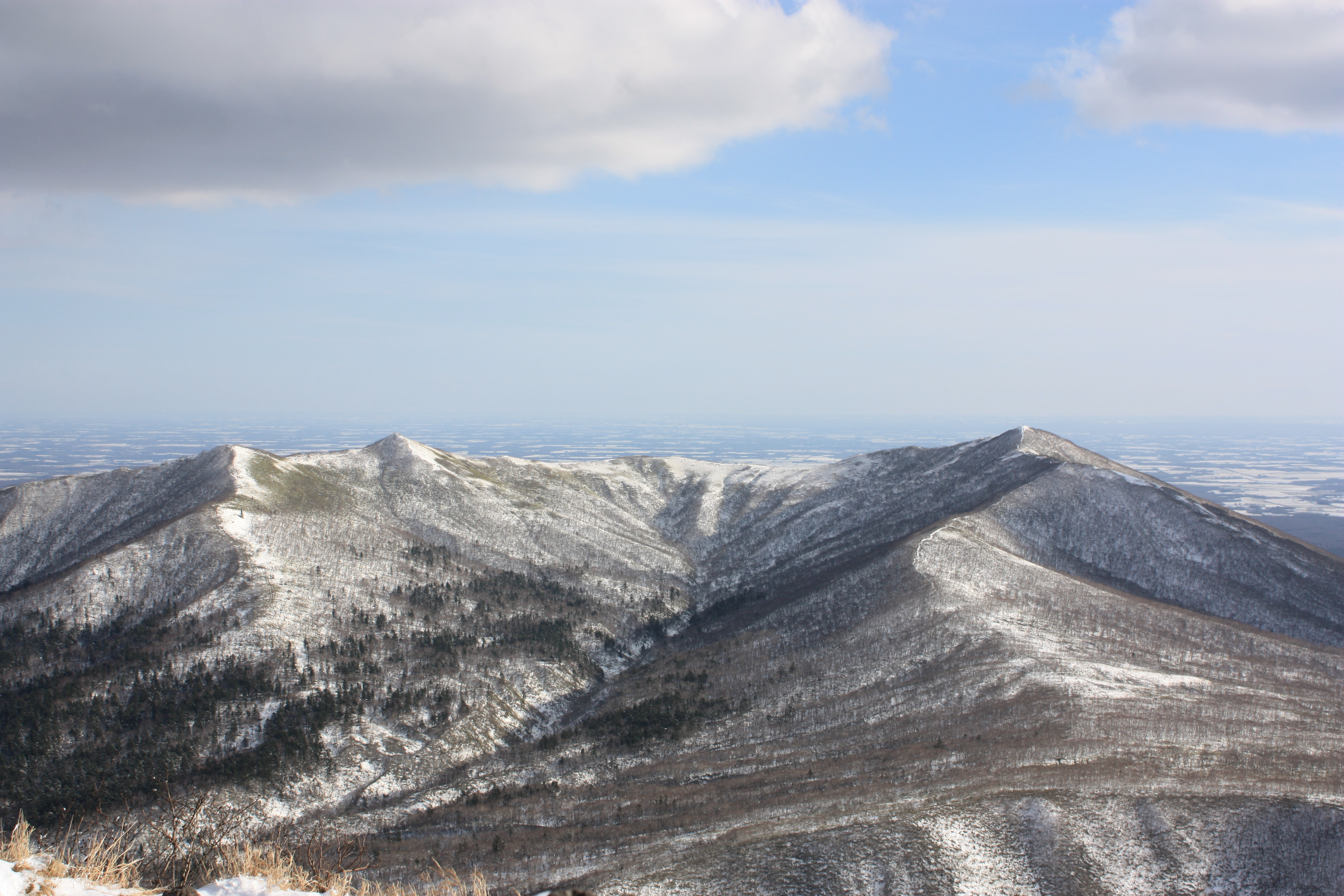
摩周岳山頂から南東に西別岳を望む 山頂は右
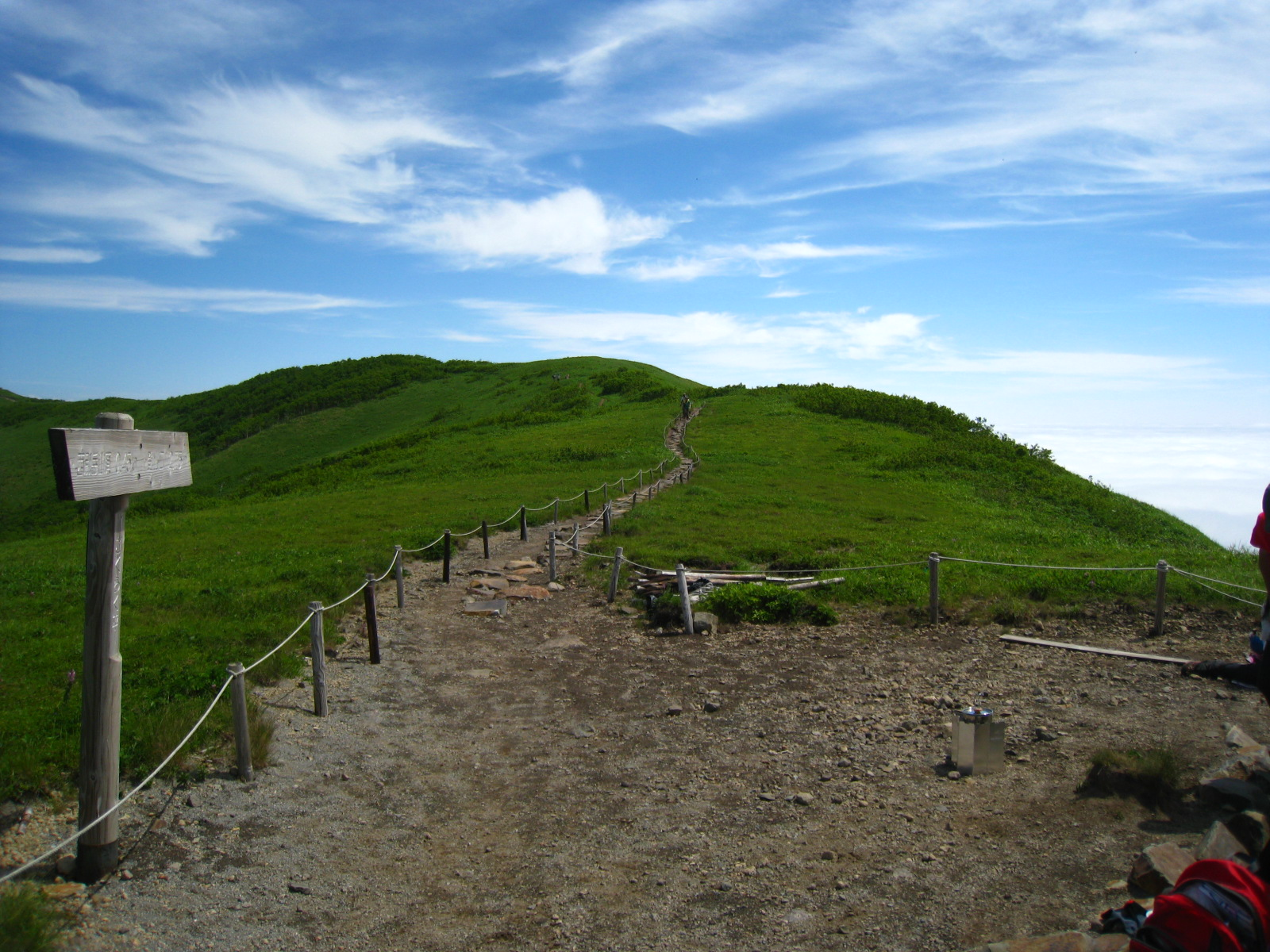
ごくらく平 山頂は背後